# Nacken (Solingen)
Nacken ist eine Hofschaft in der bergischen Großstadt Solingen.

## Lage und Beschreibung
Nacken befindet sich am Ufer des Nacker Baches im äußersten Südwesten des Solinger Stadtbezirks Mitte an der Grenze zu Höhscheid und Merscheid. Der nach dem Ort benannte Nacker Bach entspringt im II. Heidberg, verläuft in südwestlicher Richtung in einem bewaldeten Bachtal über Nacken und Brücke, ehe er schließlich bei Haasenmühle in die Wupper mündet. Die im Talgrund befindliche Hofschaft ist über den Nacker Weg zu erreichen, der im Norden von der Mangenberger Straße und im Süden von der Hossenhauser Straße abzweigt. Im Ort sind noch mehrere historische Fachwerkbauten erhalten, die heute unter Denkmalschutz stehen.
Benachbarte Orte sind bzw. waren (von Nord nach West): Hoffnung, Waardt, Jakobshäuschen, Geilenberg, Kotter Hammer, Hossenhaus, Obenkatternberg, Schaafenmühle, Schmalzgrube und Hübben.

## Etymologie
Laut Dittmaier ist Nacken ein Formwort für Bodenerhebungen. Das Wort kommt auch in Vossnacken bei Velbert-Langenberg sowie Scharpenacken bei Wuppertal-Ronsdorf vor.

## Geschichte
Nacken war bereits im 15. Jahrhundert vorhanden. Der Ort wird erstmals urkundlich im Zehntregister des Klosters Altenberg aus dem Jahre 1488 als zom Nacken erwähnt. Im Jahre 1639 findet der Ort im reformierten Taufbuch Wald als Auf dem Nacken Erwähnung.
Im Jahre 1715 ist der Ort in dem Kartenwerk Topographia Ducatus Montani, Blatt Amt Solingen, von Erich Philipp Ploennies mit einer Hofstelle verzeichnet und als a. Nacken benannt. Er gehörte zur Honschaft Katternberg innerhalb des Amtes Solingen. Die Topographische Aufnahme der Rheinlande von 1824 verzeichnet den Ort als Nacken und die Preußische Uraufnahme von 1844 erneut als Nacken. In der Topographischen Karte des Regierungsbezirks Düsseldorf von 1871 ist der Ort ebenfalls als Nacken verzeichnet.
Nach Gründung der Mairien und späteren Bürgermeistereien Anfang des 19. Jahrhunderts gehörte Nacken zur Bürgermeisterei Höhscheid. 1815/16 lebten 49, im Jahr 1830 59 Menschen im als Weiler bezeichneten Nacken. 1832 war der Ort weiterhin Teil der Honschaft Katternberg innerhalb der Bürgermeisterei Höhscheid. Der nach der Statistik und Topographie des Regierungsbezirks Düsseldorf als Hofstadt kategorisierte Ort besaß zu dieser Zeit zehn Wohnhäuser und zehn landwirtschaftliche Gebäude. Zu dieser Zeit lebten 68 Einwohner im Ort, davon 15 katholischen und 53 evangelischen Bekenntnisses. Die Gemeinde- und Gutbezirksstatistik der Rheinprovinz führt den Ort 1871 mit acht Wohnhäusern und 80 Einwohnern auf. Im Gemeindelexikon für die Provinz Rheinland von 1888 werden für Nacken 14 Wohnhäuser mit 84 Einwohnern angegeben. 1895 besitzt der Ortsteil 12 Wohnhäuser mit 75 Einwohnern und gehörte kirchlich zum katholischen Kirchspiel Solingen, 1905 werden elf Wohnhäuser und 89 Einwohner angegeben.
Mit der Städtevereinigung zu Groß-Solingen im Jahre 1929 wurde Nacken ein Ortsteil Solingens. Seit den Jahren 1984/1986 stehen von den historischen Fachwerkhäusern in Nacken die Gebäude Nacken 1, 1a, 3, 5, 9 sowie das Gebäude Nacker Weg 47 unter Denkmalschutz.

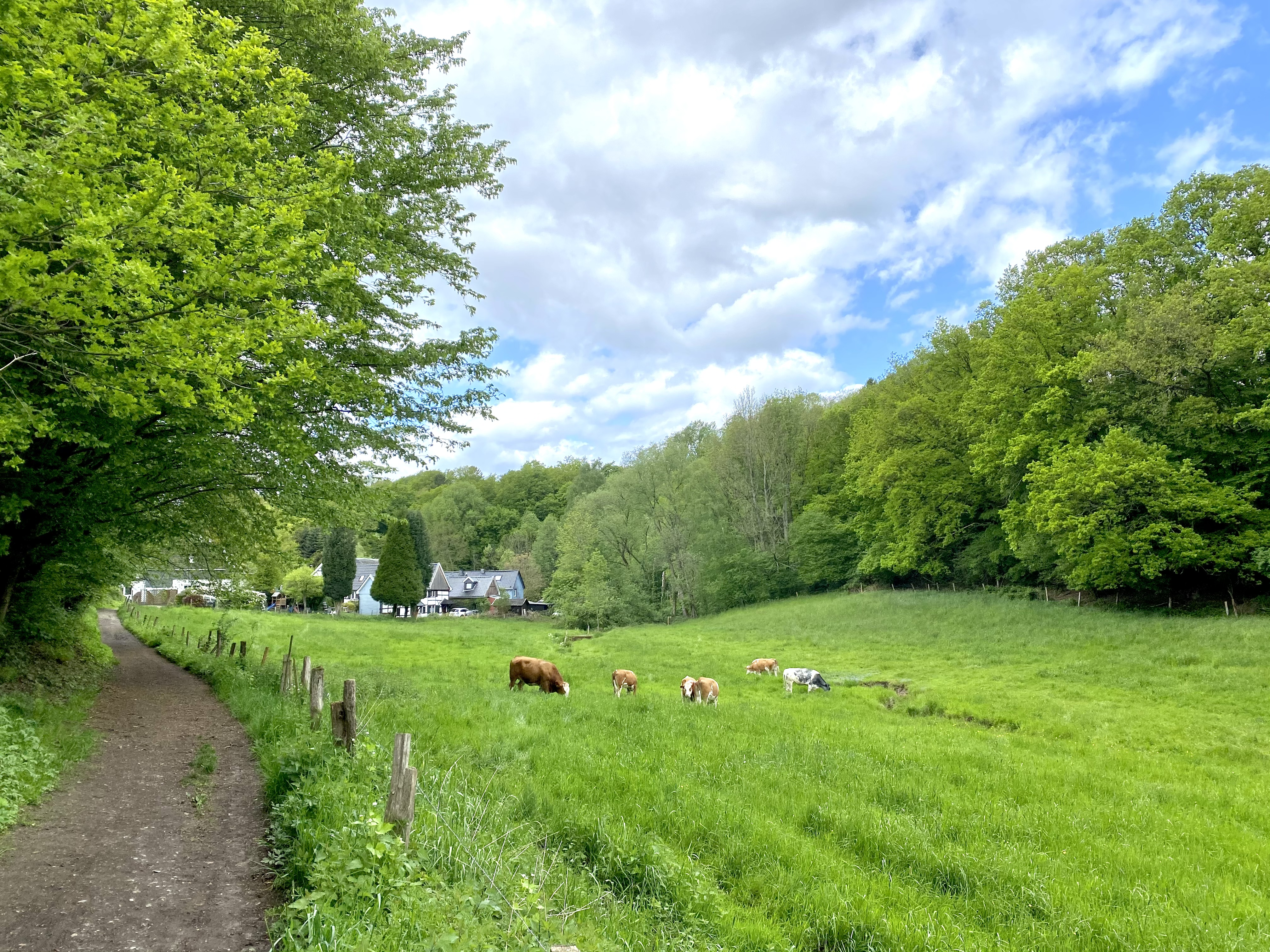
Nacker Bachtal
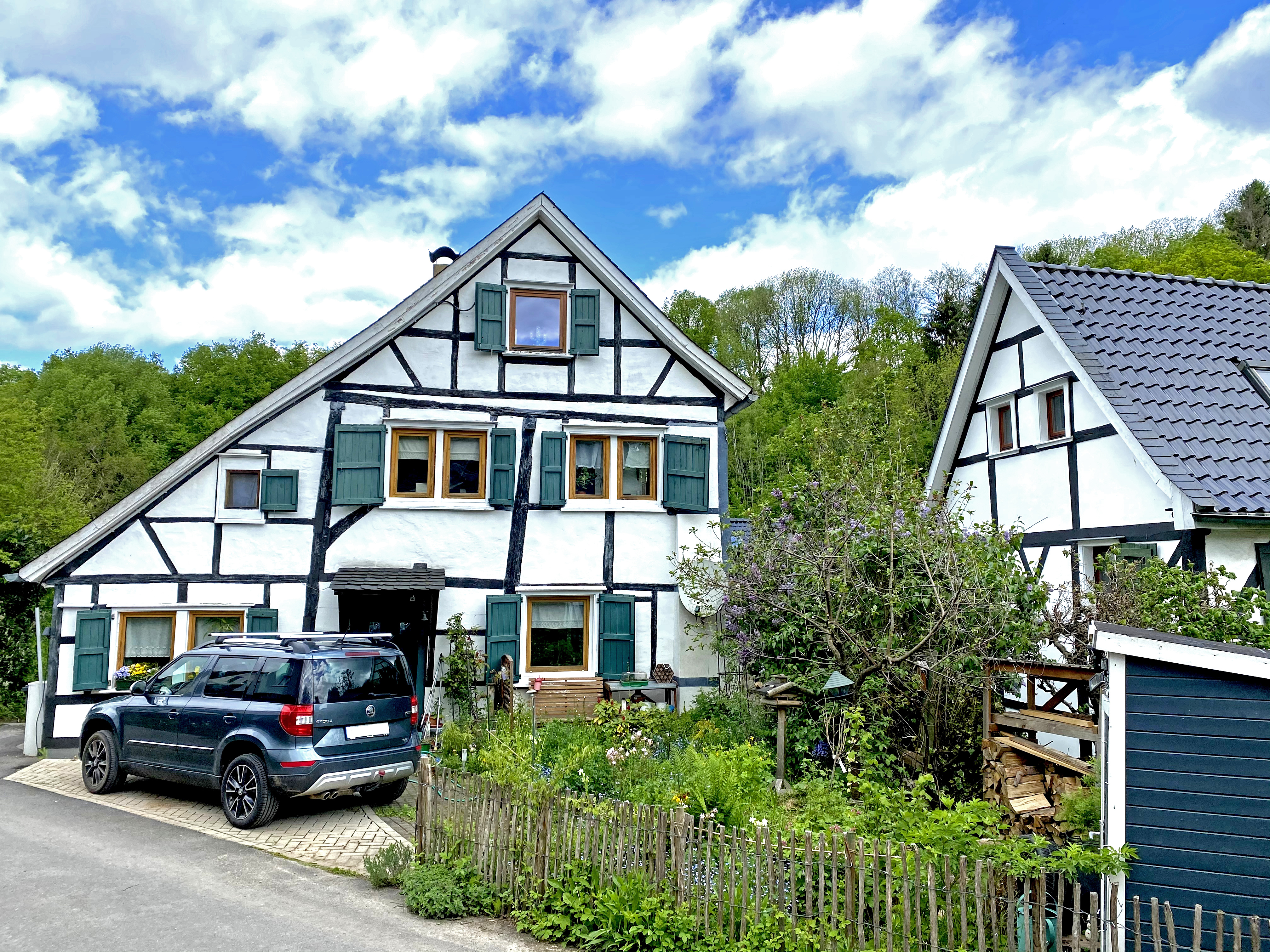
Nacken 1/1a
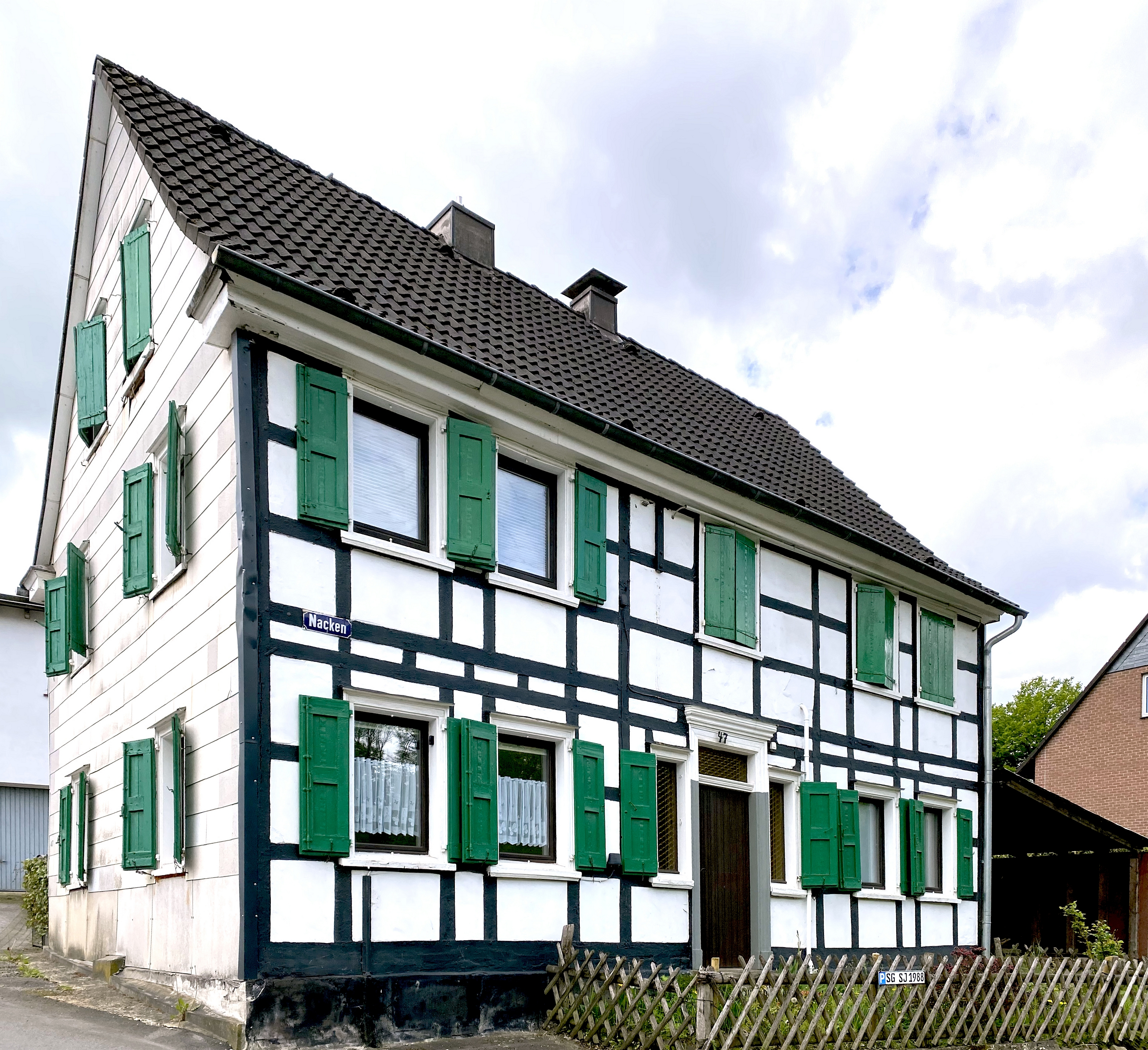
Nacker Weg 47